# Rade b. Hohenwestedt
Rade b. Hohenwestedt är en kommun med örten Rade i Kreis Rendsburg-Eckernförde i förbundslandet Schleswig-Holstein i Tyskland.
Kommunen ingår i kommunalförbundet Amt Mittelholstein tillsammans med ytterligare 29 kommuner.